# Денисенко Володимир Андрійович
Володи́мир Андрі́йович Денисе́нко (нар. 23 січня 1933, Москва — 21 жовтня 2021) — український балетмейстер і педагог. Народний артист України (2017).

## Життєпис
1953 — закінчив Московське хореографічне училище (викладач Микола Тарасов).
1956—1963 — артист Харківського театру опери та балету ім. М. Лисенка.
З 1964 — викладач Київського хореографічного училища і керівник класу майстерності в Київському театрі опери та балету імені Т. Г. Шевченка.
Серед його учнів — Микола Прядченко, Вадим Писарев, Сергій Бережний, В. Федотов, В. Литвинов, С. Лукін, Олександр Стоянов, Максим Мотков, Михайло Пєтухов.

## Партії
Виконував партії па-де-де, па-де-труа в класичному балетному репертуарі.
- Вацлав, Нуралі («Бахчисарайський фонтан» Б. Асаф'єва)
- Блазень («Лебедине озеро» П. Чайковського)

## Постановки
Поставив одноактні балети й хореографічні мініатюри:
- 1970 — рондо-капричіозо на музику Ф. Мендельсона
- 1973 — «Зачарований ліс» Р. Дріґо (1973)